# NGC 5981
NGC 5981 est une galaxie spirale vue par la tranche et située dans la constellation du Dragon. Sa vitesse par rapport au fond diffus cosmologique est de (2563 ± 9 km/s), ce qui correspond à une distance de Hubble de 37,8 ± 2,7 Mpc (∼123 millions d'al). NGC 5981 a été découverte par le physicien irlandais George Stoney en 1850.
La classe de luminosité de NGC 5981 est III et elle présente une large raie HI. Selon la base de données NASA/IPAC, NGC 5981 est une galaxie isolée. Ce n'est pas l'avis d'Abraham Mahtessian qui place cette galaxie dans le groupe de NGC 5985
Une douzaine de mesures non basées sur le décalage vers le rouge (redshift) donnent une distance de 41,725 ± 10,353 Mpc (∼136 millions d'al), ce qui est à l'intérieur des valeurs de la distance de Hubble.

## Groupe de NGC 5985
Selon Abraham Mahtessian, NGC 5981 fait partie du groupe de NGC 5985. Ce groupe de galaxies compte au moins cinq membres. Les quatre autres galaxies du groupe sont NGC 5982, NGC 5985, NGC 5987 et NGC 5989.

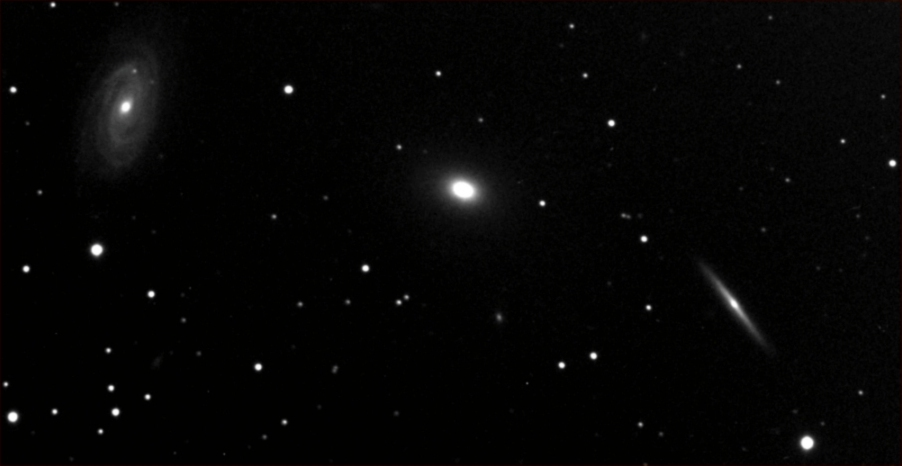
Le trio de galaxies NGC 5981, NGC 5982 et NGC 5985.

A. M. Garcia mentionne aussi le groupe de NGC 5985, mais la galaxie NGC 5981 n'apparaît pas sur sa liste.